# 匹茨堡 (德克薩斯州)
匹茨堡（英語：Pittsburg）是一個位於美國德克薩斯州坎普縣的城市。根據2010年美國人口普查，該地共人口4497人，而該地的面積約為8.70平方千米。同時該地也是坎普縣的縣治。

## 地理
匹茨堡的座標為32°59′49″N 94°58′05″W / 32.99694°N 94.96806°W，而該地的平均海拔高度為120米（即394英尺）。